# شهرستان آلیسکی
شهرستان آلیسکی (به لاتین: Aleysky District) یک شهرستان در روسیه است که در سرزمین آلتای واقع شده‌است.